# I65

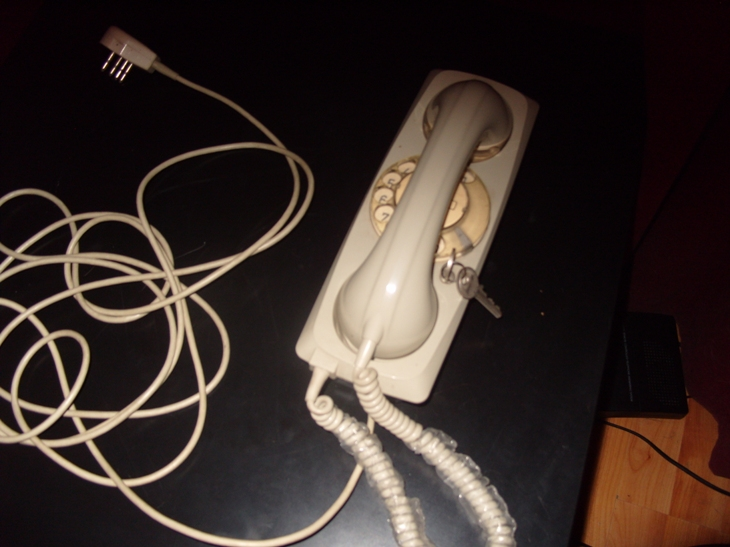
Een I65-inbouwtelefoon uit 1973 met kiesschijf

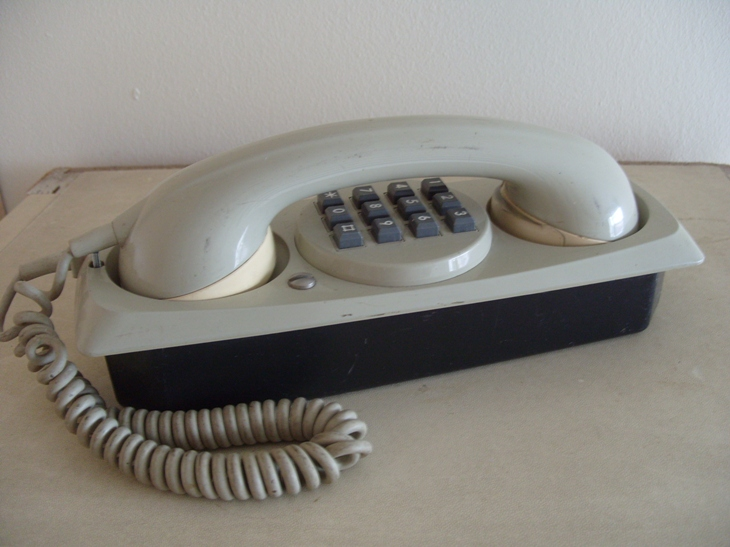
Een I65-inbouwtelefoon met druktoetsen

De I65 is een telefoontoestel van de PTT, leverbaar vanaf midden jaren 60 tot de jaren 80 van de vorige eeuw.
Het toestel was speciaal bedoeld voor inbouw in bijvoorbeeld liften en was technisch identiek aan de andere modellen uit de T65-serie, zoals het tafelmodel T65 en het wandtoestel W65. In tegenstelling tot de T65 was de I65 alleen leverbaar in de kleur grijs. Standaard had het toestel een kiesschijf, maar deze kon worden vervangen door een toetsenunit.
De I65 had door zijn compactere behuizing geen ruimte voor een gewone bel. Het toestel was daarom voorzien van een elektronische zoemer.